# Quobna Ottobah Cugoano
Ottobah Cugoano (1757 - 1803) est un esclave noir affranchi connu pour avoir rédigé une autobiographie et d'autres œuvres anti-esclavagistes.

## Biographie
Ottobah Cugoano, plus connu sous le nom de John Stuart, est né près de d'Ajumako (en), ville côtière de l’actuel Ghana, en 1757. Il s'agit d'un ancien esclave d'origine africaine (Fanti), représentant l'une des figures importante et précoce de la lutte anti-esclavagiste en Angleterre. Cugoano est enlevé et réduit en esclavage à l’âge de 13 ans.
Après le « passage du milieu », il travaille 10 mois dans la colonie de Grenade, puis est transporté dans diverses îles des Caraïbes. Acheté en 1772 par Alexander Campbell qui l’emmène en Angleterre, il est en 1784 employé comme domestique par les artistes Richard Cosway et son épouse Maria Cosway. Sa liberté, Cugoano la doit justement à ce couple de peintres célèbres (Maria, également compositrice et musicienne, entretiendra une longue correspondance avec Thomas Jefferson).
Engagé pour la libération des esclaves noirs, Ottobah Cugoano publie à Londres la première œuvre rédigée par un noir : Thoughts and Sentiments on the Evil and Wicked Traffic of the Slavery and Commerce of the Human Species (1787). Un an plus tard, une version française de cet ouvrage est publiée. Ottobah Cuguano, par l’écriture, devient l'un des porte-parole des esclaves africains .
Il fait valoir que le devoir de l'esclave est d'échapper à l'esclavage et que la force devrait être utilisée pour empêcher un nouvel asservissement, et s'inscrit par son travail littéraire dans une jeune tradition autobiographique.
Devenu chrétien, il rédige des travaux en lien avec la religion. Ses écrits appellent à l'abolition de l'esclavage et à l'émancipation immédiate de tous les esclaves. Tout au long de son engagement il est épaulé et assisté par ses amis abolitionnistes, tels que Olaudah Equiano, l'auteur de la première autobiographie rédigée par un Noir.

### Période abolitionniste

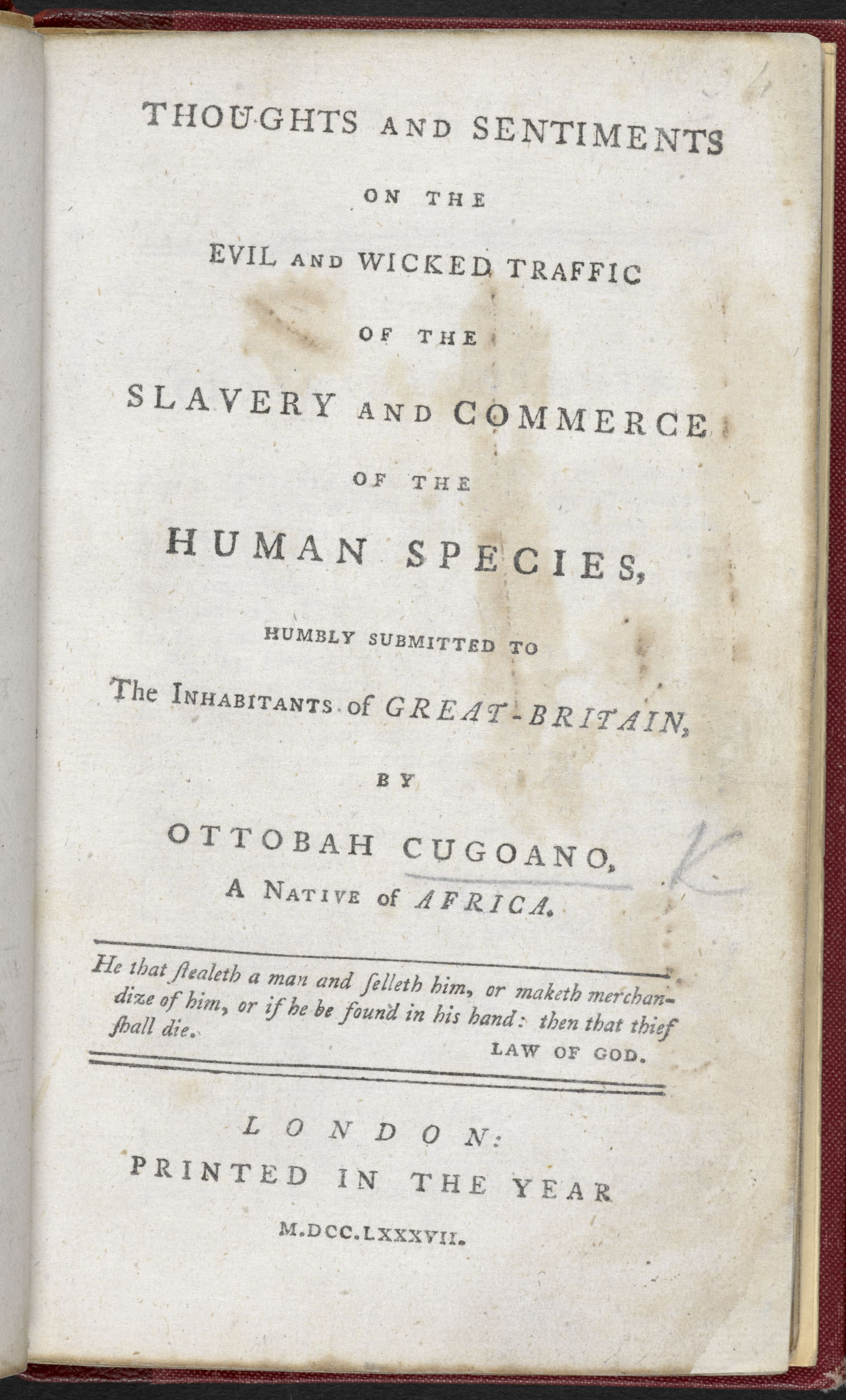
Couverture de l'ouvrage de Ottobah Cugoano Thoughts And Sentiments On The Evil & Wicked Traffic Of The Slavery & Commerce Of The Human Species, publié en 1787.

Une fois affranchi, Cugoano livre un combat intellectuel et militant contre l'esclavage, en formant une société abolitionniste nommée The Sons of Africa, un groupe abolitionniste dont les membres écrivaient fréquemment aux journaux de l'époque, condamnant la pratique de l'esclavage.
Puis, il publie, deux ans après ses Réflexions, un long récit bouleversant retraçant sa captivité qui deviendra, précise Elsa Dorlin dans son avant-propos, « l'un des plus importants plaidoyers en faveur de l'abolition de l'esclavage » . Grâce aux Cosways, il attire l'attention des principales personnalités politiques et culturelles britanniques de l'époque, dont le poète William Blake, et le prince de Galles.
En 1786, il joue un rôle clé dans l'affaire Henry Demane, un homme noir kidnappé qui devait être renvoyé aux Antilles. Cugoano a contacté Granville Sharp, un célèbre abolitionniste, qui a pu empêcher le départ de Demane pour les Antilles.
Les travaux de Cugoano ont été envoyés au roi George III, prince de Galles, et à Edmund Burke, un homme politique de premier plan. George III, ainsi qu'une grande partie de la famille royale, est resté opposé à l'abolition de la traite des esclaves. Quatre ans plus tard, en 1791, Cugoano publie une version plus courte de son livre, adressée aux « Sons of Africa ». Dans ce document, il exprime sa joie face à l’échec de l'établissement d'une colonie esclavagiste en Sierra Leone, qui devient par ailleurs une terre d'accueil d'anciens esclaves affranchis.
Après la publication de ce livre, Ottobah Cugoano n'a plus donné signe de vie.

## Œuvres
- Thoughts and Sentiments on the Evil and Wicked Traffic of the Slavery and Commerce of the Human Species, 1787
  - Ottobah Cugoano, Réflexions sur la traite et l'esclavage des Nègres, 1787 (traduction d’Antoine Diannyère)
- Recueils de pièces imprimées concernant l'esclavage et la Traite des Noirs, l'île de Tobago, Saint Domingue, 1777-1789

## Honneurs
Une plaque en son honneur a été inaugurée en 2020 au Schomberg House, 80-82 Pall Mall, London, Westminster.